# Таскарора (Пенсилванија)
Таскарора (енгл. Tuscarora) насељено је место без административног статуса у америчкој савезној држави Пенсилванија.

## Демографија
По попису из 2010. године број становника је 980, што је 41 (4,4%) становника више него 2000. године.
| Група             | 2000.       | 2010.       |
| Белци             | 934 (99,5%) | 960 (98,0%) |
| Афроамериканци    | 1 (0,1%)    | 1 (0,1%)    |
| Азијати           | 0 (0,0%)    | 2 (0,2%)    |
| Хиспаноамериканци | 0 (0,0%)    | 12 (1,2%)   |
| Укупно            | 939         | 980         |